# Dīmītrīs Avramopoulos
Dīmītrīs Avramopoulos (in greco Δημήτρης Αβραμόπουλος?; Atene, 6 giugno 1953) è un politico e diplomatico greco, Commissario europeo per le migrazioni, gli affari interni e la cittadinanza nella Commissione Juncker dal 1º novembre 2014 al 31 novembre 2019.

## Biografia
Appartenente ad una famiglia originaria di Ilida, nel Peloponneso, Dimitris Avramopoulos nacque ad Atene il 6 giugno 1953.
È sposato con Vivian Keramidas e ha due figli: Filippos e Iasonas.
Tra il 1978 e il 1980 ha svolto il servizio militare come Secondo Tenente nella Polemikí Aeroporía, l'aeronautica militare ellenica, prima ad Atene, poi nel quartier generale della NATO a Bruxelles.
Ha studiato giurisprudenza e scienze politiche all'Università nazionale capodistriana di Atene, ottenendo il Bachelor of Arts. Dopo la laurea ha ottenuto un diploma specialistico in organizzazione internazionale presso la Boston University in Brussels, e poi un master in studi europei presso l'Istituto di Affari europei dell'Università libera di Bruxelles.
Ha ricevuto numerose lauree honoris causa da molte università internazionali ed è stato nominato professore onorario presso l'Accademia di Stato di Scienze tecnologiche di Mosca e l'Università di Pechino.
Oltre al greco, parla correntemente inglese, francese e italiano.

### Carriera diplomatica
Nel 1980 ha intrapreso la carriera diplomatica, lavorando presso il Ministero degli affari esteri greco fino al 1993.
Dal 1988 al 1992 fu console a Liegi e rappresentante greco presso l'Organizzazione per la sicurezza e la cooperazione in Europa a Vienna. Nello stesso tempo è stato anche consigliere speciale del leader di Nuova Democrazia, Costantino Mitsotakis.
Nel 1992 divenne portavoce del Ministero degli affari esteri e console generale a Ginevra. Dal 1993 è stato promosso a Direttore dell'Ufficio diplomatico del Primo ministro.

### Carriera politica
Nel 1993, dimessosi dalla carriera diplomatica, ha aderito al partito Nuova Democrazia e dal 1993 al 1994 è stato deputato nel Parlamento greco.
Nel 1994 fu eletto Sindaco di Atene, incarico per cui fu rieletto nel 1998. Durante i suoi due mandati ricoprì incarichi di rappresentanza degli enti locali in istituzioni nazionali, europee e internazionali e vinse l'assegnazione alla sua città dei Giochi della XXVIII Olimpiade.
Nel 2004 il suo partito vinse le elezioni politiche ed egli fu nominato Ministro del turismo nel nuovo governo guidato da Kōstas Karamanlīs. Nello stesso governo dal 2007 al 2009 fu Ministro della salute e della solidarietà sociale.
Nelle elezioni politiche del 2009 fu rieletto deputato e nel luglio 2010 venne eletto vicepresidente del partito durante l'ottavo congresso svoltosi ad Atene.
L'11 novembre 2011 è stato nominato Ministro della difesa nel governo di coalizione guidato da Lucas Papademos, dopo essersi dimesso dal suo seggio parlamentare.
Nelle elezioni politiche del 6 maggio 2012 e in quelle successive del 17 giugno è stato rieletto deputato al Parlamento greco.
Il 21 giugno 2012 è stato nominato Ministro degli affari esteri nel governo guidato da Antōnīs Samaras, posto che ha lasciato il 25 giugno 2013, a seguito di un rimpasto, per diventare Ministro della difesa nazionale.

### Commissario europeo
Il 10 settembre 2014 è designato come commissario europeo della Grecia in seno alla commissione Juncker, in cui gli viene affidato il portafoglio per le migrazioni, gli affari interni e la cittadinanza.